# Савино (Усвятский район)
Савино —  деревня в Усвятском районе Псковской области России. Входит в состав Церковищенской волости (с 1995 года, ранее — в Церковищенский сельсовет). 

## География
Находится на юге региона, в северо-западной части района, на реке Усвяча, в 24 км к северо-востоку от райцентра Усвяты, юго-восточнее волостного центра Церковище.
Уличная сеть не развита. 

## Население
| 2001 | 2002 | 2010 |
| ---- | ---- | ---- |
| 70   | ↘63  | ↘42  |

Численность населения деревни по оценке на начало 2001 года составляла 70 жителей.

## Инфраструктура
Личное подсобное хозяйство. 
Почтовое отделение, обслуживающее д. Савино — 182583; расположено в волостном центре д. Церковище.

## Транспорт
Просёлочная дорога. 